# 程荣春
程荣春（？—？），中國清朝官員，安徽婺源（今属江西省）人。
程荣春于同治年间接替舒英担任福建省福宁府知府，同治七年（1868年）由张其曜接任。